# Morinda bartlingii
Morinda bartlingii är en måreväxtart som beskrevs av Adolph Daniel Edward Elmer. Morinda bartlingii ingår i släktet Morinda och familjen måreväxter. Inga underarter finns listade i Catalogue of Life.